# In corpore sano
«In corpore sano» (с лат. — «В здоровом теле») — песня сербской певицы Констракты (Ана Джурич), выпущенная 11 февраля 2022 года на лейбле PGP-RTS в рамках её трехсерийного проекта «Triptih». Соавтором песни выступил Милован Бошкович. С этой песней Констракта представила Сербию на конкурсе песни «Евровидение 2022» в Турине, Италия, после победы на национальном отборе.
Констракта вышла в национальный финал в качестве аутсайдера и для продвижения «Triptih», но приобрела огромную популярность после своего выступления в первом полуфинале Евровидения. Её авангардная песня и исполнение характеризовались как сатира, ирония или критика сербской системы здравоохранения, средств массовой информации, пандемии COVID-19, стандартов красоты и т. д. Выступление сравнивали с работами сербской художницы Марины Абрамович.

## Предыстория
Констракта подала заявку на конкурс «Песма за Евровизију ’22» с целью продвижения своего трёхсерийного проекта «Triptih» (Триптих). Триптих состоит из трёх песен: «In corpore samo», «Nobl» (Благородный) и «Mekano» (Мягкий). Как призналась певица, причиной выдвижения «In corpore sano» было то, что песня длится три минуты, что соответствует правилам конкурса.
«Triptih» был выпущен 28 февраля 2022 года. Проект представляет собой 12-минутное музыкальное видео, в котором представлены все три песни. Концепция проекта была идеей Констракты, Аны Родич и режиссёра Майи Узелац. Видео и песни иллюстрируют современную жизнь в Сербии.

## О песне
Песня «In corpore sano», как объяснила Констракта, представляет собой атмосферу страха, в которой здоровье ставится как величайшая ценность за огромным потреблением. О здоровье говорят как о чём-то, что полностью находится под нашим контролем, но если мы будем следовать тенденциям. С другой стороны, можно достичь отношений здравого смысла, при которых здоровье в некоторой степени находится в наших руках, а болезнь и, наконец, смерть принимаются с меньшим страхом.
Название песни происходит из известной латинской фразы Mens sana in corpore sano («В здоровом теле здоровый дух»).

## Евровидение

### Песма за Евровизију ’22
Все артисты могли представить свои песни в период с 28 сентября по 1 декабря 2021 года. Было представлено 150 песен, и комиссия, состоящая из музыкальных редакторов Сербского радио и телевидения, рассмотрела заявки и отобрала 36 песен для размещения в национальном финале. Избранные произведения опубликованы 14 января 2022 года.
Из двух полуфиналов песня «In corpore sano» исполнялась в первом с семнадцатью другими песнями. В каждом полуфинале было восемнадцать песен. Сербская публика и музыкальное жюри определили девять отборочных финалов. «In corpore sano» была выбрана одной из девяти песен, прошедших квалификацию. Финал состоялся 5 марта 2022 года, а песня «In corpore sano» выиграла финал с двадцатью четырьмя баллами (максимальное количество баллов).

### Евровидение
Согласно правилам «Евровидения», все страны, кроме страны-организатора и «большой пятерки» (Франция, Германия, Италия, Испания и Великобритания), должны пройти в один из двух полуфиналов для участия в финале; из каждого полуфинала в финал выходят десять лучших стран.
Европейский вещательный союз разделил страны на шесть разных групп на основе моделей голосования на предыдущих конкурсах, при этом страны с «соседской» историей голосования были помещены в одну группу. 25 января 2022 года была проведена жеребьёвка по распределению, по которому каждая страна попала в один из двух полуфиналов, а также в какой половине шоу выступит. Сербия вышла во второй полуфинал, который состоялся 12 мая 2022 года, и прошла в финал.
В финале Сербия заняла 5-е место. Член рэп-группы «Београдски синдикат» Феджа Димович после конкурса сказал, что Констракта решила не «вписываться» в традиционные рамки «Евровидения», благодаря чему и добилась высоких результатов. Также он утверждал, что Констракта могла и выиграть конкурс, но, по его мнению, в тот год победа Украины была «предрешена».

## Чарты
| Чарт (2022)                        | Высшая позиция |
| ---------------------------------- | -------------- |
| Хорватия (Billboard Croatia Songs) | 1              |